# A Weird Exits
Albums de Thee Oh Sees
Mutilator Defeated at Last
(2015) An Odd Entrances
(2016)
A Weird Exits est le dix-septième album studio du groupe californien de garage rock psychédélique Thee Oh Sees. Il est publié le 12 août 2016 sur le label indépendant Castle Face Records. C'est le premier album du groupe à s'appuyer sur deux batteurs, Ryan Moutinho et Dan Rincon, qui avaient rejoint la formation pour assurer les concerts lors de la tournée accompagnant le précédent album Mutilator Defeated at Last. A Weird Exits est un album compagnon de An Odd Entrances sorti trois mois plus tard.
L'album a été distribué en édition limitée vinyle à 2000 exemplaires.

## Liste des titres
| A Weird exits | A Weird exits               | A Weird exits | A Weird exits | A Weird exits | A Weird exits | A Weird exits | A Weird exits | A Weird exits | A Weird exits |
| No            | Titre                       | Durée         |               |               |               |               |               |               |               |
| ------------- | --------------------------- | ------------- | ------------- | ------------- | ------------- | ------------- | ------------- | ------------- | ------------- |
| 1.            | Dead Man's Gun              | 3:29          |               |               |               |               |               |               |               |
| 2.            | Ticklish Warrior            | 3:07          |               |               |               |               |               |               |               |
| 3.            | Jammed Entrance             | 5:22          |               |               |               |               |               |               |               |
| 4.            | Plastic Plant               | 5:40          |               |               |               |               |               |               |               |
| 5.            | Gelatinous Cube             | 3:28          |               |               |               |               |               |               |               |
| 6.            | Unwrap The Fiend Pt. 2      | 4:27          |               |               |               |               |               |               |               |
| 7.            | Crawl Out Into The Fall Out | 7:50          |               |               |               |               |               |               |               |
| 8.            | The Axis                    | 6:11          |               |               |               |               |               |               |               |
| 39:30         |                             |               |               |               |               |               |               |               |               |

## Crédits
Thee Oh Sees
- John Dwyer – guitare, voix, clavier, flûte, percussions, mellotron, crème hydratante[1]
- Tim Hellman – basse
- Dan Rincon – batterie
- Ryan Moutinho – batterie

Musiciens additionnels
- Brigid Dawson – voix sur The Axis
- Greer McGettrick – violoncelle sur Crawl Out Into The Fall Out
- Chris Woodhouse – batterie, orgue, guitare, percussions

## Accueil critique
Réunissant une vingtaine de critiques, l'agrégateur Metacritic indique une note moyenne de 81/100 pour A Weird Exits, ce qui correspond à un très bon accueil général. Tim Sendra, écrivant pour AllMusic, apprécie la variété qui se dégage de l'album : la première moitié est dans la continuité des productions antérieures du groupe, notamment Mutilator Defeated at Last ; la seconde moitié exploite les possibilités offertes par la présence de deux batteurs et s'aventure hors des genres habituellement parcourus par Thee Oh Sees. Cette alternance entre morceaux au tempo élevé et morceaux plus calmes est souvent reconnue comme un élément fort de l'album. Le rapprochement avec le krautrock est effectué par plusieurs critiques : la dimension psychédélique, la longueur des morceaux, l'utilisation de sonorités surprenantes sont autant d'éléments communs,. Stuart Berman de Pitchfork est satisfait de savoir le groupe capable de se détacher des influences psychédéliques des années 1960 sans pour autant proposer des morceaux dépourvus de phases de décollage qu'il compare à « faire un tour de chaises volantes et de se rendre compte au milieu du tour que votre ceinture de sécurité s'est détachée ». Il remarque que les passages les plus surprenants de l'album surviennent quand John Dwyer et ses acolytes « cassent la transe ». Ryan Lunn du site web The Line of Best Fit reconnaît l'influence majeure que Thee Oh Sees impose sur ses contemporains plus jeunes tels les Australiens de King Gizzard & The Lizard Wizard ; l'auteur de la critique estime que les thèmes de l'album sont relativement sombres puisqu'ils traitent de la paranoïa, du désespoir, il qualifie également certains passages d'« effrayants ». S'il admet que le groupe ne se renouvelle pas drastiquement, il aperçoit néanmoins l'exploration potentielle de nouveaux genres musicaux au travers du dernier morceau, The Axis. Sur Consequence of Sound, Adam Kivel trouve A Weird Exits particulièrement adapté à la réécoute, les chansons plus calmes faisant office de « bouffée d'air frais ». L'album est finalement qualifié de « solide » ; l'auteur souligne la constance du groupe et affirme que les morceaux prennent une autre ampleur lors des concerts.